# Suchardova vila (Slavíčkova 15)
Suchardova vila v Praze-Bubenči ve Slavíčkově ulici 151/15 je novorenesanční stavba vybudovaná v letech 1895–1896. Patrová rodinná vila se zahradou stojí ve vilové čtvrti v horní části Bubenče a svou architekturou spojuje prvky historických slohů s nastupující secesí. Od roku 1964 je budova včetně zahrady a ohradní zdi kulturní památkou.

## Historie
Vilu pro sochaře Stanislava Suchardu vyprojektoval a postavil v letech 1895–1896 architekt a stavitel František Schlaffer podle návrhu Jana Kouly (ten si postavil ve stejné době vlastní vilu na sousední parcele). Ve vile bydleli a pracovali i mladší sourozenci Stanislava Suchardy, bratr Vojtěch (rovněž sochař) a sestra Anna, provdaná Boudová (malířka a keramička; v roce 1901 se tu narodil a pak vyrůstal její syn Cyril Bouda, také známý výtvarník).
Součástí vily sice byl i ateliér, ale když za několik let Sucharda spolu s Aloisem Dryákem vyhrál soutěž na pomník Františka Palackého, pro vytvoření tak rozsáhlého díla už tento ateliér prostorově nestačil. Sucharda proto koupil další nedalekou parcelu na konci ulice a požádal architekta Jana Kotěru o návrh nové vily spojené s dostatečně velkým ateliérem. Tato nová Suchardova vila byla dokončena v roce 1907. Původní vilu čp. 151 Stanislav Sucharda svým sourozencům přenechal a ti pak provedli některé úpravy v interiérech i na fasádách.

## Popis
Stavba má obdélný půdorys. Na severním průčelí obráceném do Slavíčkovy ulice je poněkud vlevo od středu výrazný rizalit s širokým obloukem hlavního vstupu v přízemí. V patře přechází rizalit do náznaku věže, která ale nepřekračuje výšku korunní římsy. Do rizalitu odlehčeného v patře sloupky s archivoltou ústí z pravé strany vnější schodiště. Kratší boční strany budovy jsou zakončeny výraznými stupňovitými štíty připomínajícími pozdní renesanci. Přízemí rizalitu a nároží pokrývá bosáž, pod korunní římsou je vlys se štukovými reliéfy, na kterých jsou secesně dekorované nápisové tabulky se jmény českých malířů, sochařů a architektů. Pravý, západní štít je ozdoben kartuší s nápisem "Vyzdviženo LP MDCCCXCV – nákladem Stan. Suchardy a jeho manželky Anny", obdobně je na levém štítu nápis "Provedeno a vystavěno – ode mne Fr. Schlaffera – architekta a stavitele".

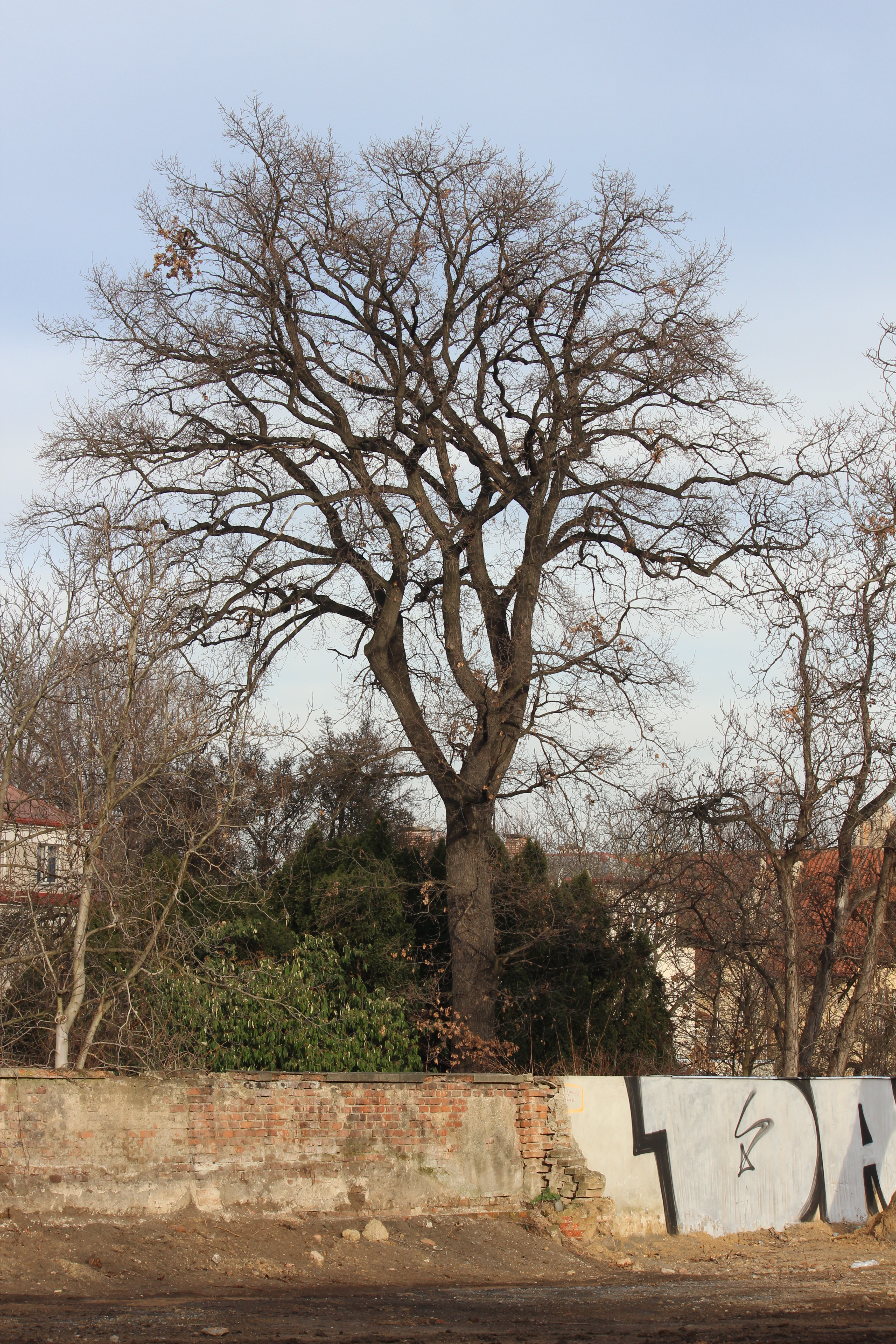
Památný dub u jižního konce zahrady

Nejvýraznějším zdobným prvkem je rozměrná nástěnná malba na severní fasádě v levém nároží budovy vedle rizalitu. V roce 1908 ji podle kartonu Mikoláše Alše provedl malíř Arnošt Hofbauer. Freska zobrazuje sázavského opata Božetěcha v černém plášti s kapucí nesoucího kříž (podle legendy za to, že sám místo pražského biskupa Kosmase korunoval knížete Vratislava II., musel v rouchu kajícníka pěšky putovat s vlastnoručně vyřezávaným křížem až do Říma). Freska na jižní fasádě obrácené do zahrady je od Anny Boudové z let 1909–1910. 
V interiéru je v přízemí velká hala se vstupem do zahrady. V patře, přístupném pouze po venkovním schodišti, byl původně vysoký ateliér. V roce 1905 byl přepatrován a v roce 1935 bylo na ateliéry upraveno podkroví.
Oplocení na straně do ulice má kamennou podezdívku s barokizující kuželkovou balustrádou v horní části, napravo je vstupní dvoukřídlá branka v zaklenutém portiku se stříškou. Za jižní stranou vily je zahrada, táhnoucí se až k železniční trati; zahradě dominuje památný dub, podle odhadu vysazený kolem roku 1860, pod jehož korunou byl údajně v roce 1897 založen Spolek výtvarných umělců Mánes.
Původní vzhled vily poněkud kazí garáž s vjezdovými vraty a ochranná stříška nad schodištěm. 